# Caroll Spinney
Caroll Edwin Spinney (Waltham, Massachusetts; 26 de diciembre de 1933-Woodstock, Connecticut; 8 de diciembre de 2019) fue un titiritero, dibujante, autor y orador estadounidense conocido por interpretar a Big Bird (Paco Pico en España) y a Óscar el Gruñón en Plaza Sésamo desde su creación en 1969 hasta 2018.

## Primeros años
Su madre, originaria de Bolton, Inglaterra, lo llamó Caroll porque nació el día después de Navidad. Aficionado al dibujo y la pintura practicó ambas disciplinas desde que era niño. Desarrolló un amor por el titiritero cuando vio una actuación de Tres gatitos cuando tenía cinco años. Esto lo motivó a comprar un títere de mono en una venta de artículos usados tres años después y a montar un espectáculo de títeres utilizando el mono y una serpiente de peluche. Continuó haciendo títeres durante su infancia y adolescencia y usó sus actuaciones para recaudar dinero para la matrícula universitaria.
Tras graduarse de Acton High School (posteriormente Acton-Boxborough Regional High School) en Acton, Massachusetts, Spinney sirvió en la Fuerza Aérea de los Estados Unidos.

## Vida personal
Spinney tuvo tres hijos de su primer matrimonio con Janice Spinney, con quien se casó en 1960, y tuvo cuatro nietos. Spinney y Janice se divorciaron en 1971 después de once años de matrimonio. Spinney estuvo casado con su segunda esposa, Debra Jean Gilroy, desde 1979 hasta su muerte. En sus últimos años, Spinney tenía distonía, un trastorno del movimiento neurológico que causa contracciones musculares.
Spinney murió en su casa en Woodstock, Connecticut, el 8 de diciembre de 2019, a la edad de 85 años. Spinney había estado viviendo con distonía durante algún tiempo antes de su muerte.

## Premios y honores
Spinney fue honrado con cuatro premios Daytime Emmy por sus interpretaciones en la serie y dos premios Grammy por sus grabaciones relacionadas. Dos grabaciones de la voz de Spinney obtuvieron el estatus de Gold Record. Por su trabajo, Spinney recibió una estrella en el Paseo de la Fama de Hollywood en 1994 y el premio de la Leyenda Viviente de la Biblioteca del Congreso en 2000.

## Filmografía

### Películas
- The Muppet Movie (1979) - Big Bird
- La gran aventura de los Muppets (1981) - Oscar el Gruñón
- Noche de 100 estrellas II (1985) - Big Bird
- Follow that Bird (1985) - Big Bird, Oscar el Gruñón
- Homeward Bound: The Incredible Journey (1993) - Perro en la libra
- Las aventuras de Elmo en Grouchland (1999) - Big Bird, Oscar el Gruñón
- Noche en el museo: Batalla del Smithsonian (2009) - Oscar el Gruñón